# Sang calenta (novel·la curta)
Sang calenta és una nouvelle de l'escriptora Irène Némirovsky. Es calcula que va ser escrita al voltant del 1941, però no es va trobar el manuscrit de Sang calenta fins al 2005, entre els papers del seu editor arxivats a l'Institut Mémoires de l'Édition Contemporaine (IMEC). Per això la primera edició de l'obra en francès data del 2007 i no abans. L'editorial La Magrana, dins de la col·lecció "Les Ales Esteses", publica la primera traducció al català de Sang calenta el mateix any 2007. Anys més tard, el 2021, Viena Edicions en publica una nova edició en el marc de la col·lecció "Petits Plaers". Totes dues edicions són obra de la mateixa traductora: Anna Casassas.

## Context

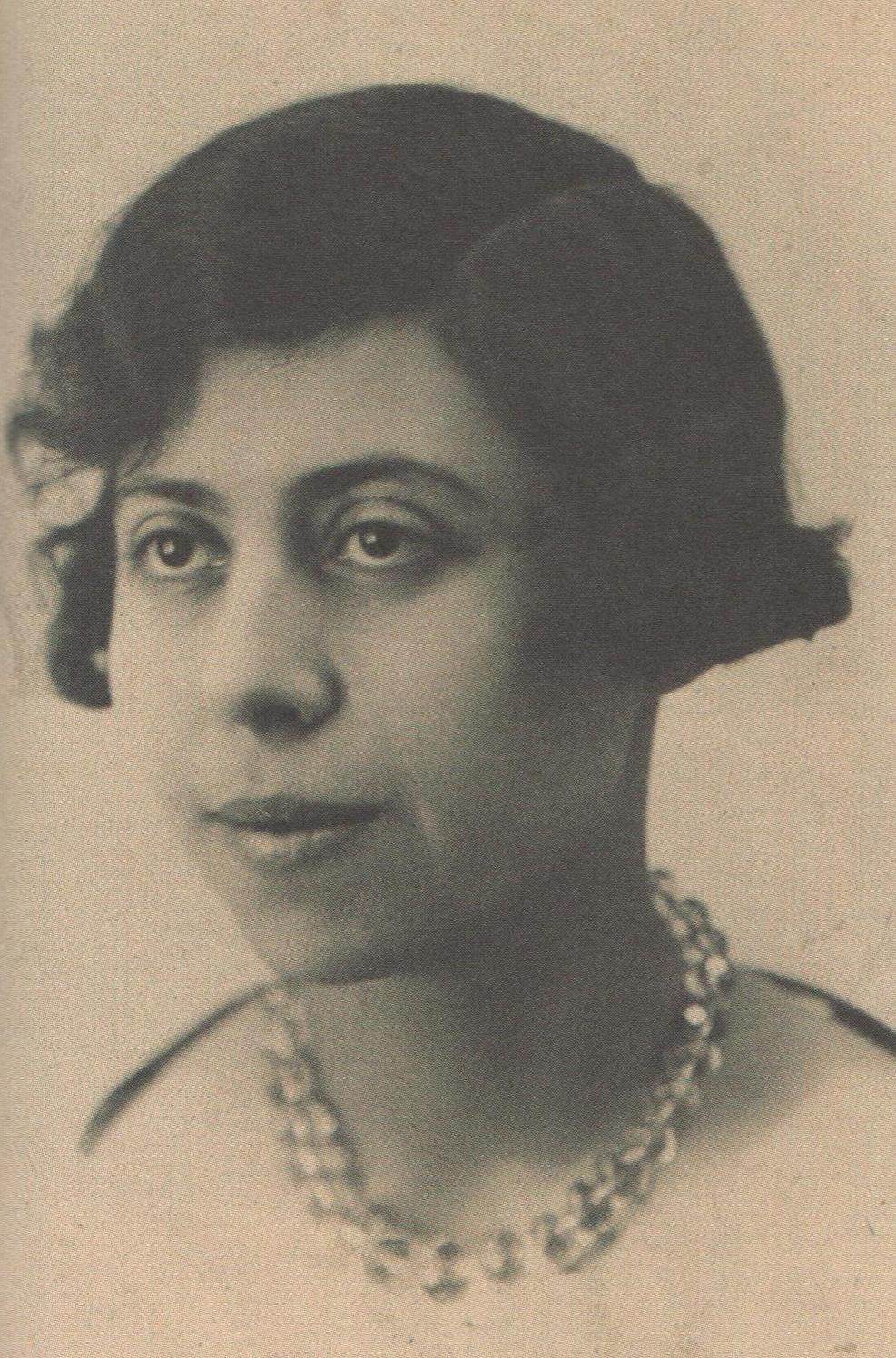
Irène Némirovsky el 1917

Irène Némirovsky (Kíev, 1903-camp d'Auschwitz, 1942) va néixer en el si d’una família jueva russa de classe alta que li va permetre tenir una infantesa plena de luxes. El seu pare era un dels banquers jueus més rics de tot l'Imperi Rus i, per tant, la família gaudia d’una gran quantitat de privilegis. El 1919 la família va abandonar el país i es va instal·lar a França quan ella només tenia setze anys. Això explica que la literatura d’Irène Némirovsky sigui en francès i que la gran majoria de les seves obres estiguin ubicades a França, com és el cas de Sang calenta, que passa a la Borgonya a principis de la dècada de 1930.
A França, Irène Némirovsky va estudiar Lletres a La Sorbona fins que es va llicenciar el 1926. Aquell mateix any es va casar amb Michel Epstein, amb el qual va tenir dues filles: Élizabeth i Denise. Némirovsky va publicar diverses obres al llarg de la seva vida que la van portar a ser una escriptora reconeguda i cèlebre en llengua francesa, però l’auge del nazisme i de la mentalitat antisemita cada cop més estesos va truncar la seva carrera literària. Finalment, va morir de tifus al camp de concentració d'Auschwitz el 1942.

### Temps històric
Irène Némirovsky va viure entre 1903 i 1942, és a dir, probablement alguns dels anys més convulsos del segle XX.
A l’inici de la seva vida, i més concretament durant la seva adolescència, va viure la Primera Guerra Mundial (1914-1918). Aquest conflicte no va afectar l'estabilitat d'Irène Némirovsky i la seva família, però, simultàniament, va esclatar la Revolució Russa el 1917, que va capgirar completament la situació política del país perquè el règim tsarista va ser substituït per la república i va començar la persecució contra aquells que havien estat privilegiats durant tant de temps, com ara la família Némirovsky. Eren de les persones més riques de l'Imperi Rus i van ser perseguits pels bolxevics a causa del seu estatus social. Del 1917 al 1919 van haver de viure amagats entre Moscou i Estocolm fins que el 1919, quan la situació va esdevenir insostenible, van fugir a París.
Allà Irène Némirovsky va trobar pau i tranquil·litat per desenvolupar les seves habilitats literàries, tant a La Sorbona com pel seu compte. El 1929 va publicar David Golder, novel·la que va despertar molt interès entre la societat francesa. Un any més tard, el 1930, va publicar El ball i, a partir d'aquestes dues obres, va esdevenir una escriptora cèlebre en llengua francesa. Tot i això, les veus que predicaven idees nazis i antisemites cada cop eren més i tenien més pes fins al punt que el 1939 va esclatar la Segona Guerra Mundial (1939-1945). De fet, amb l’arribada del govern de Vichy a França el 1940, Michel Epstein no va poder exercir més de banquer i Irène Némirovsky no va poder publicar mai més a causa del seu origen jueu. Va esdevenir, doncs, una escriptora perseguida i les seves obres es van sumar a la llista de llibres prohibits pel nazisme. El juliol del 1942, ella va ser deportada al camp de concentració d’Auschwitz, on va morir de tifus al cap d’un mes. Uns mesos més tard, el seu marit també va ser arrestat i deportat a Auschwitz, on va morir el mateix any a una cambra de gas.

### Troballa del manuscrit

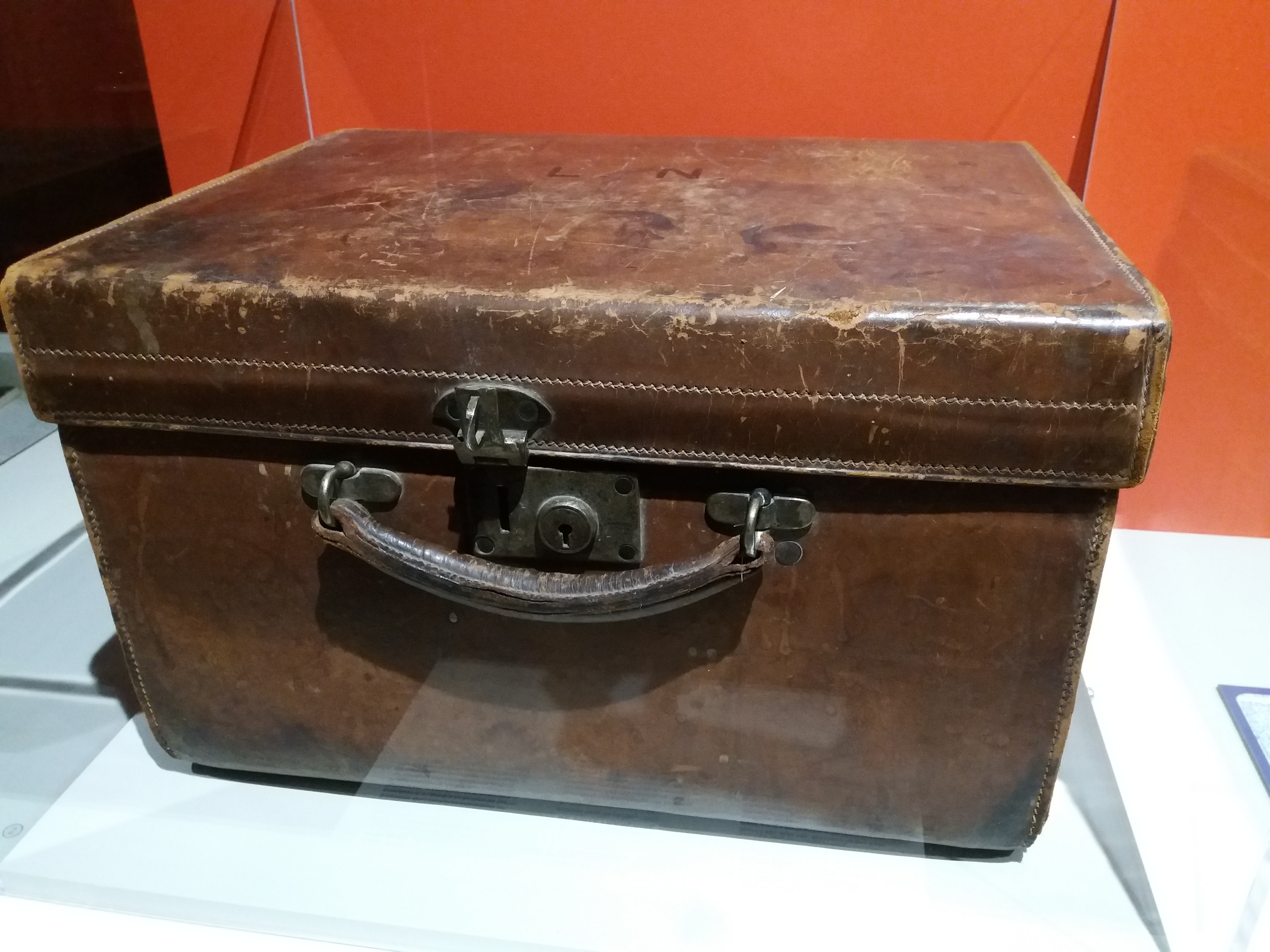
Maleta que Irène Némirovsky va entregar a les seves filles

Quan Irène Némirovsky va ser arrestada el 1942 va entregar a les seves filles, Denise i Élizabeth, una maleta plena de papers que elles van conservar des de llavors i van vetllar per mantenir el seu contingut intacte. El 2004 un dels manuscrits tan ben guardats a la maleta va veure la llum sota el títol de Suite française, que, tot i haver estat escrita cinc dècades abans, va tenir una molt bona acollida tant per part del públic com per part de la crítica, que li va atorgar el premi Renaudot el 2004.
Aquell mateix any també es van trobar algunes pàgines d’una altra obra inèdita de Némirovsky, però tot apuntava que era una novel·la sense acabar. Tot i això, un any després, el 2005, Olivier Philipponnat i Patrick Lienhardt van trobar uns papers de l'editor d’Irène Némirovsky d’aquella època a l’Institut Mémoires de l’Édition Contemporaine (IMEC). Aquests papers van resultar ser les peces que faltaven al manuscrit inèdit trobat per les filles a la maleta. Philipponnat i Lienhardt es van encarregar de fixar el text que es pot llegir a les edicions que s’han fet de l’obra des del 2007.
Com va passar amb molts escriptors perseguits per la ideologia antisemita durant el segle xx, Irène Némirovsky va ser perseguida i assenyalada per la seva condició de jueva. Es van prohibir els seus llibres, van eliminar el seu rastre de les llibreries i va passar a ser una de tantes altres escriptores que va morir amb una gran quantitat d’obres sense editar ni publicar. La voluntat de Denise i Élizabeth de preservar intacte el contingut d’aquella maleta i l’interès d’Olivier Philipponnat i Patrick Lienhardt per la literatura de Némirovsky i la recerca dels papers va fer que Sang calenta es pogués editar i publicar, i veiés la llum com a obra pòstuma.

## L'obra
Sang calenta és una nouvelle ambientada a un poble petit de la Borgonya, a principis dels anys 30 del segle xx. La trama passa a un poble tranquil, previsible, segur, on mai no passa res i on es coneix tothom, però aquesta serenitat es trunca amb l’aparició d’un mort. Aquest fet és l'espurna que fa sortir a la llum secrets i passions que es creien enterrats, cosa que desencadena un canvi en el destí i el futur dels personatges.

### Estructura
Sang calenta va precedida d’una dedicatòria firmada per Denise Epstein, una de les filles d’Irène Némirovsky i de Michel Epstein, que diu el següent:
A Olivier Rubinstein, als descobridors d’aquesta última novel·la de la meva mare, Olivier Philipponnat i Patrick Lienhardt, i a tots els qui han envoltat aquesta Sang calenta.
Denise Epstein ret homenatge, amb aquestes paraules, a les persones que van fer possible l'edició i publicació d’una obra que havia quedat enterrada per la persecució que va patir la seva mare per part del nazisme i l’antisemitisme. És una forma de denúncia i d’agraïment al mateix temps per haver ressuscitat part de la literatura d’Irène Némirovsky.
Després d’aquesta breu dedicatòria, comença Sang calenta pròpiament. La nouvelle està formada per 19 capítols molt curts que van des de les 10 pàgines fins a algun que només està format per un o dos paràgrafs, fins i tot. Són capítols sense numerar. Entre capítol i capítol tendeix a haver-hi un salt en el temps o en l'espai de la novel·la. Es pot considerar que Sang calenta té dues parts diferenciades pel que fa a l’argument de l’obra que comencen i acaben una mica abans de la meitat de la novel·la. Hi ha un fet determinant que canvia radicalment el to de la narració.

### Argument
La història de Sang calenta és narrada a través d'un narrador testimoni, un personatge que narra els fets en primera persona. Aquest narrador és Sylvestre –o Silvio, com tothom li diu per “una guapa senyora que estava enamorada de mi i que trobava que m’assemblava a un gondoler”–. És un home vell, veí del petit poble de la Borgonya on se situa l’acció, que ha gastat la seva fortuna a recórrer el món i viure la vida. Com que és un home que no té ni dona ni fills conviu amb la solitud i es dedica a observar els veïns i reflexionar sobre la societat d'aquest poble de la Borgonya. A través de Silvio es presenten la resta de personatges, com ara Hélène, François, Colette, Jean, Brigitte, etc. També és a través de la mirada de Silvio que s'il·lustra com és el poble: un indret caracteritzat per la tranquil·litat, per persones humils que hi treballen la terra i per la rutina.

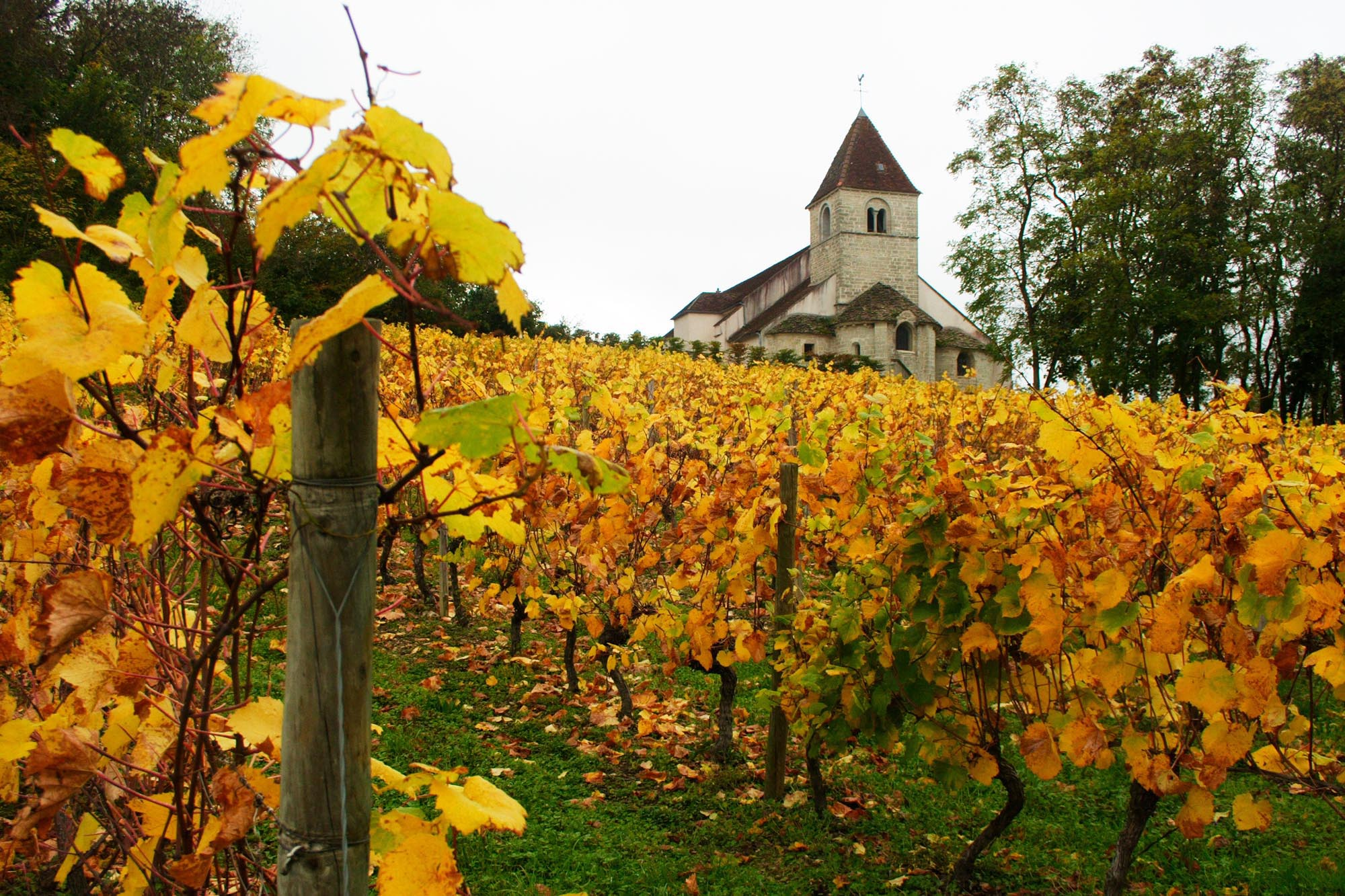
Vinya de la Borgonya

En un principi, és una nouvelle plena d’escenes quotidianes i de converses anecdòtiques entre parents al costat del foc. Ara bé, aquesta serenitat i tranquil·litat d’un poble qualsevol de la Borgonya es veu estroncada per una mort inesperada que provoca un trasbals en tots els veïns. Aquest fet provoca un gir radical en l’argument perquè el que semblava una novel·la costumista i de caràcter provincià esdevé una obra amb tocs de novel·la negra i misteri. Aquesta mort és el que es pot considerar el punt d’inflexió entre la primera i la segona part de la novel·la, molt diferenciades pel to de la narració. A partir d'aquest moment, es desvelen secrets que fins llavors havien estat ocults, es desperten passions que es creien apagades, es descobreixen relacions inesperades entre personatges i, en definitiva, la tranquil·litat de l’inici és substituïda per la inquietud i el misteri.
El poble tranquil de la Borgonya deixa de ser-ho perquè surten a la llum infidelitats, passions, relacions passades o embolics entre parents i pren un to de drama familiar i rural ple d'enganys que, de fet, es van avisant al llarg de tota la història en forma d'anticipacions, però no és fins al final que s'entenen molts elements del principi de l'obra, com ara alguns comentaris, dinàmiques o relacions. Entre tot això sempre hi ha de rerefons una dicotomia entre la joventut i la vellesa, cosa que se simbolitza a través del foc i l'aigua, respectivament. Els personatges d'edat més avançada es contraposen als personatges més joves, però al cap i a la fi s'acaba descobrint que no són tan diferents i que es poden sentir més identificats del que pensaven. En aquest sentit, la mort sobtada que ho desencadena tot serveix com un mirall que els personatges es posen al davant per identificar tot allò que amagaven i que necessitava ser alliberat.

### Estil
Tot i que Sang calenta no és considerada una de les millors obres de Némirovsky, està escrita amb una prosa fluïda i delicada i un estil elegant com els que caracteritzen l'autora i altres de les seves obres, com ara Le bal (1930) o Suite française (2004). És una prosa plena de metàfores i simbologia, com ara els elements –aigua, foc i terra– per identificar sentiments, paral·lelismes entre el paisatge i el que senten els personatges o l'ús del vi i la vinya a l'hora d'expressar les emocions dels veïns de la Borgonya. El següent fragment de Sang calenta és un exemple d'aquest últim cas.
L'Hélène i la seva família em fan l'efecte d'un vi de postres, un moscatell o un frontignan daurat, que el meu paladar, acostumat al vell borgonya, ja no sap apreciar.
La narració de la història està conduïda per un narrador testimoni, que s’identifica amb la figura de Silvio. El fet que sigui un personatge tan observador i reflexiu perquè ja ho ha viscut tot fa que es tingui una perspectiva molt completa de la resta de personatges i situacions. El gir inesperat cap a la meitat del llibre sorprèn encara més pel fet que el narrador sigui un personatge més, perquè permet que el lector també se senti part del poble. Aquest efecte no s’aconseguiria amb un narrador més distant, com ara un narrador omnipresent.
El fet que es pugui dividir l’obra en dues parts no només es deu a l’argument i a la mort d’un personatge, sinó que el to de la narració també hi té molt a veure perquè hi ha un canvi de ritme. Sang calenta comença amb un ritme de narració tranquil, com l'estat del poble en aquell moment, però amb la mort sobtada s’accelera el ritme i esdevé trepidant fins al final de l’obra, que algunes veus han considerat excessivament precipitat.

## Edicions en català
La troballa del manuscrit de Sang calenta no va ser fins a l’any 2005, tot i que la creació de l’obra es remunta al voltant del 1941. Des del moment que es va trobar el manuscrit i que l'editorial francesa Denoël va fixar el text i va fer-ne la primera edició en francès el 2007, s'hi van sumar moltes editorials d'altres llocs, com ara Catalunya. Després de l'èxit de Suite francesa, l'interès de les editorials per l'autora era evident.
A Catalunya, el mateix 2007, La Magrana es va interessar per fer la traducció i l'edició de Sang calenta, en el marc de la col·lecció "Les Ales Esteses". Aquesta és la primera edició en català que hi ha de Sang calenta. Una altra edició posterior és del 2021, feta per Viena Edicions dins de la col·lecció "Petits Plaers", que reuneix clàssics d'autors del segle xx. Totes dues traduccions estan fetes per Anna Casassas. Així doncs, les edicions que hi ha en català de Sang calenta són, per ordre de publicació:
- Némirovsky, Irène. Sang calenta, Barcelona: La Magrana ("Les Ales Esteses"), 2017.[3]
- Némirovsky, Irène. Sang calenta, Barcelona: Viena ("Petits Plaers"), 2021.[1]